# Richtlinie 2007/46/EG
Die Richtlinie zur Schaffung eines Rahmens für die Genehmigung von Kraftfahrzeugen und Kraftfahrzeuganhängern sowie von Systemen, Bauteilen und selbstständigen technischen Einheiten für diese Fahrzeuge, kurz auch [EU-/EG-]Typ[en]genehmigungsrichtlinie genannt, regelt die EU-Typgenehmigungssystem genannte gemeinsame Vorgehensweise zur Typgenehmigung der meisten Kategorien der Straßenfahrzeuge im europäischen Wirtschaftsraum.
Sie wird per 1. September 2020 durch die weitgehend gleichnamige neue Verordnung (EU) 2018/858 ersetzt, die zusätzliche Regeln zur Marktüberwachung einführt.

## Geschichte
Die Harmonisierung des Fahrzeugsektors gehört zu den frühesten Agenden der Europäischen Wirtschaftsgemeinschaft (EWG) in Hinblick auf den Gemeinsamen Markt (heute Binnenmarkt genannt). 1970 trat die Richtlinie des Rates zur Angleichung der Rechtsvorschriften der Mitgliedstaaten über die Betriebserlaubnis für Kraftfahrzeuge und Kraftfahrzeuganhänger (Richtlinie 70/156/EWG) in Kraft, damals noch für die EWR-Länder Belgien, Deutschland, Frankreich, Italien, Luxemburg, Niederlande. Die Anpassung an den raschen technischen Fortschritt wurde im Ausschuss für die Anpassung der Richtlinien über die Beseitigung der technischen Handelshemmnisse bei Kraftfahrzeugen an den technischen Fortschritt vollzogen.
1997 wurde die Europäische Union eigenständige Vertragspartei des Übereinkommens der Wirtschaftskommission der Vereinten Nationen für Europa (UN ECE) von 1958 über die Annahme einheitlicher technischer Vorschriften für Radfahrzeuge, Ausrüstungsgegenstände und Teile (in der Fassung von 1995, Geändertes Genfer Übereinkommen), dem zuvor die meisten EU-Staaten einzeln beigetreten waren (Beschluss 97/836/EG des Rates). Der Großteil der beigefügten Regelungen (UN/ECE-Regelungen) wurde damit direkt in EU-Recht übernommen.
2007 wurde das Regelwerk neu aufgelegt, als Richtlinie des Europäischen Parlaments und des Rates zur Schaffung eines Rahmens für die Genehmigung von Kraftfahrzeugen und Kraftfahrzeuganhängern sowie von Systemen, Bauteilen und selbstständigen technischen Einheiten für diese Fahrzeuge (Richtlinie 2007/46/EG).
Mit der Verordnung (EG) Nr. 661/2009 wurden die spezifischen europäischen Typgenehmigungsrichtlinien aufgehoben und durch die verbindliche Anwendung der entsprechenden UN-Regelungen ersetzt.
2013 wurde in einer von der Europäischen Kommission durchgeführte Bewertung festgestellt, dass neben der Verbesserung des Typgenehmigungsrahmens auch Maßnahmen wie komplementäre Marktüberwachung, und die Präzisierung der Rückrufverfahren und des Schutzes vor Fehlanwendung der Bestimmungen notwendig sind.
2015 zeigten die Enthüllungen über illegale Abschalteinrichtungen (Abgasskandal), dass das Zulassungsregelwerk anfällig auf Missbrauch durch moderne Technologien geworden war.
26. Januar 2017 veröffentlichte die Kommission Leitlinien für die Bewertung zusätzlicher Emissionsstrategien, um die Mitgliedstaaten dabei zu unterstützen, Abschalteinrichtungen zu erkennen.
Daher wurde 2017 auch beschlossen, die Typgenehmigungsrichtlinie neu aufzulegen. Die Verordnung des Europäischen Parlaments und des Rates über die Genehmigung und die Marktüberwachung von Kraftfahrzeugen und Kraftfahrzeuganhängern sowie von Systemen, Bauteilen und selbstständigen technischen Einheiten für diese Fahrzeuge (Verordnung (EU) 2018/858) wurde 30. Mai 2018 unterzeichnet und 14. Juni 2018 veröffentlicht. Sie gilt ab 1. September 2020, Genehmigungen nach dem neuen Verfahren sind schon ab 5. Juli 2020 möglich.
Mit der Neufassung (EU) 2018/858 wurde der Verwaltungsaufwand noch einmal vereinfacht, die UN-Regelungen und ihre Änderungen wurden in die Rechtsvorschriften für die EU-Typgenehmigung mitaufgenommen. Dadurch kann eine Typgenehmigung unter Verwendung der UN-Regelungen unmittelbar nach dieser Verordnung beantragt werden.
Die neue Richtlinie regelt zusätzlich zur Vorversion auch die Pflichten der Wirtschaftsakteure in der Lieferkette, die der Durchsetzungsbehörden in den Mitgliedstaaten, zusätzliche Kompetenzen der Kommission zur Kontrolle, und die Maßnahmen, die zu setzen sind, wenn Mängel in Bezug auf Sicherheit, Umweltrisiken, Verbraucherschutz oder die Typgenehmigung selbst auf dem Markt festgestellt werden.
Bis 1. September 2026 wird die Kommission dem Europäischen Parlament und dem Rat einen Bewertungsbericht über die Anwendung und des Funktionierens der neu eingeführten Nachprüfung der Zulassungen vorlegen.

## Inhalt
Die Richtlinie schafft harmonisierte Rahmenbedingungen mit allgemeinen technischen und administrativen Anforderungen für die grundlegenden Fahrzeugarten der Kraftfahrzeuge (Kfz), namentlich Personenkraftwagen (Pkw), Lieferwagen, Lastkraftwagen (Lkw) und Omnibusse, sowie die für solche Fahrzeuge bestimmten Anhänger.
Sie gilt aber nicht für Krafträder (zwei- oder dreirädrige Kraftfahrzeuge) und diverse vierrädrige [Klein-]Fahrzeuge (in der Verordnung (EU) Nr. 168/2013 geregelt), für land- oder forstwirtschaftliche Fahrzeuge (Verordnung (EU) Nr. 167/2013), und für Kettenfahrzeuge und für Kriegsgerät (Art. 2 Abs. 2 lit. 1–3, neu auch lit. 4). Zulassungen von einigen Spezialfahrzeugen sind fakultativ möglich.

### Hersteller- und Händlerseite
Die Richtlinie enthält grundlegende Vorschriften für den Bau, Verkauf und die Inbetriebnahme von Fahrzeugen und von Teilen und Ausrüstungen für Fahrzeuge. Sie gilt für alle beteiligen Wirtschaftsakteure, also für Hersteller (Automobilhersteller ebenso wie Automobilzulieferer), Bevollmächtigte der Herstellers, Einführer aus Drittstaaten, wie auch Händler. Die allgemeinen Pflichten der Hersteller und Händler sind hier deutlich formuliert (Art. 5; neu ausführlich Art. 13–20). Die besonderen technischen Anforderungen und zusätzliche Verwaltungsvorschriften sind in zahlreichen speziellen und weiteren Regularien festgelegt (Auflistung dieser Rechtsakte 2007/46/EG, Anhang 5; zukünftig Verordnung (EU) 2018/858 verteilt auf die Anhänge 1–8).
Behandelt werden auch die Kriterien für neue Techniken oder Konzepte, die mit bestehenden Rechtsakte unvereinbar sind (Kap. VIII Art. 20–21; neu Kap. VII Art. 39–40).
Erleichterungen in der Typgenehmigung bestehen für Hersteller von Kleinserienfahrzeugen (Kap. XI Art. 22–23; neu Kap. VIII Art. 41–43) und Einzelanfertigungen (EU-Fahrzeug-Einzelgenehmigung, Kap. X Art. 24–25; neu Kap. IX Art. 44–47), für die durch alternative Typgenehmigungsmodelle angemessene Flexibilität verschafft werden soll.
Die Pflicht zur Bereitstellung der technischen Informationen für Nutzer wie auch andere Hersteller ist ausdrücklich verankert (Kap. XIV Art. 37–38; neu Kap. XIII Art. 59–60), insbesondere in Hinblick auf den Markt-Wettbewerb für Reparaturbetriebe, die mit Vertragshändlern konkurrieren, und auf Fahrzeugreparatur- und Fahrzeugwartungsinformationsdienste, aber auch für ein zentrales staatliches System der Marktüberwachung. Neu für die Automobilwirtschaft ist dabei auch die Regelung des Datenschutzes (neu Kap. XIV Art. 61–65; siehe unten).
Ebenfalls neu verankert ist das Erlöschen der Gültigkeit einer Typenzulassung, in Folge einer Nachprüfung durch die Genehmigungsbehörden, oder wenn festgestellt wird, dass die Zulassung „auf falschen Erklärungen, gefälschten Prüfergebnissen oder darauf, dass Daten zurückgehalten wurden, beruht“ (Art. 17; neu Art. 35 insb. Abs. 2 lit. b und f). Verschärft sind auch die Strafbestimmungen (Art. 46; neu Art. 84–85), insbesondere können Geldbußen von bis zu 30000 € für jedes nicht konforme Fahrzeug gegen Hersteller und Einführer verhängt werden (neu Art. 85 Abs. 1).

### Staatliche Seite
Die grundlegenden Pflichten der Mitgliedstaaten und ihrer Behörden sind ebenfalls festgelegt (Art. 4; neu Art. 6–8). Dazu finden sich Leitlinien über die Typgenehmigungsbehörden und die technischen Dienste (Kap. XVI Art. 41–45; neu Kap. XV Art. 67–81).
Geregelt sind die Verfahren zur Prüfung der Rechtskonformität eines Zulassungsantrags (insb. Art. 11; neu Art. 30).
Es sind Leitlinien formuliert, wie in den Mitgliedsstaaten und auf Unionsebene zu verfahren ist, wenn Verdacht besteht, dass Fahrzeuge, Systeme, Bauteile oder selbstständige technische Einheiten eine ernste Gefahr darstellen, oder nicht mit den Richtlinien konform sind (Kap. XII Schutzklauseln 29–33; neu Kap. XI Art. 51–56). Dazu gehört auch das Beurteilen und Prüfen einer Rückrufaktion (Art. 32), die neu geregelt wurde (neu diverse Fundstellen).
Die Maßnahmen für die Sicherheit und Vermeidung von Schädigungen der öffentlichen Gesundheit und der Umwelt sollen auf nationaler Ebene erfolgen, wenn sich das Problem aber über das Gebiet eines Mitgliedstaats hinaus ausweiten könnte, auf Unionsebene. Dabei sind Mitgliedstaaten zukünftig verpflichtet, eine jährliche Mindestanzahl an Stichproben-Kontrollen bei Fahrzeugen durchführen (eine pro 40000 im vorangegangenen Jahr neu zugelassene Kraftfahrzeuge; mindestens fünf). Mindestens 20 % dieser Kontrollen müssen emissionsbezogene Tests unter realen Fahrbedingungen sein.
Neu eingeführt wurde auch die Nachprüfung der Einhaltung der Vorschriften wie auch eine Bewertung der Verfahren der einzelstaatlichen Genehmigungsbehörden durch die Kommission (neu Art. 9–10) und Regeln zum Online-Datenaustausch (neu Art. 12). Sie sollen die komplementäre Marktüberwachung (Vier-Augen-Prinzip) sicherstellen. Die Mitgliedstaaten legen die Sanktionen gegen Marktteilnehmer und technische Dienste bei einem Verstoß gegen diese Verordnung fest (Art. 46; neu Art. 84), die Kommission verhängt alternativ Bußgelder (Art. 85, insb. Abs. 1 2. Satz).
Für die Nachprüfung wurde auch ein Forum für den Informationsaustausch aus Vertretern der einzelnen Mitgliedstaaten unter Vorsitz der Kommission geschaffen (Forum für den Informationsaustausch über die Durchsetzung, neu Art. 11). Es ist auch für die Fragen des Datenschutzes zuständig (Forum für Fragen des Zugangs zu Fahrzeuginformationen, neu Art. 66).

### Konsumentenseite
Die Fragen des Schutzes personenbezogener Daten, die sich aus den Informationen der On-Board-Diagnose und bei Fahrzeugreparatur und -wartungs ergeben, sind ebenfalls in dieser Richtlinie grundsätzlich geregelt (neu Kap. XIV Art. 61–65). Dabei soll einerseits der technische Fortschritt, etwa durch den Fernzugriff auf Fahrzeuginformationen und -software auch durch vom Hersteller unabhängige Wirtschaftsakteure, nicht beeinträchtigt werden, andererseits aber die Standards des Datenschutzes auch im Sektor Fahrzeugelektronik gewährleistet werden.
Werden Abhilfemaßnahmen zur Einhaltung der Richtlinie getroffen, sei es seitens der Wirtschaftsakteure, seien sie staatlich angeordnet, bis hin zu Rückrufaktionen und zum Erlöschen einer Typengenehmigung wegen Verstößen, „so sollten die Inhaber der Zulassung von betroffenen Fahrzeugen die Kosten für die Reparatur ihrer Fahrzeuge nicht tragen müssen, auch wenn vor dem Erlass der Abhilfemaßnahme Reparaturen zulasten des Zulassungsinhabers durchgeführt worden sind. Dies sollte nicht ausschließen, dass die Verbraucher Rechtsbehelfe nach Vertragsrecht, das nach dem Unionsrecht oder nationalen Recht anwendbar ist, ergreifen können.“

### EU-Typgenehmigungssystem
Der Hauptteil der Richtlinie umfasst das Verfahren für die EU-Typgenehmigung (Art. 6–17; neu Kap. III–V Art. 22–35), die Übereinstimmungsbescheinigung  (Art. 18; neu Kap. VI Art. 36–37) und Kennzeichnung (Art. 18–19; neu Kap. VI Art. 38).
Der Bezug zu den UN-Typgenehmigungen, insbesondere deren Gleichwertigkeit, wird explizit betont (Art. 34–35; neu Kap. XII Internationale Regelungen Art. 57–58).
Ein besonderer Punkt der Prüfung sind die virtuellen Prüfmethoden (Anh. XVI, neu Anh. VIII), die zunehmend Bedeutung gewonnen haben, aber auch kritisch für Manipulationen sind.

### Begriffe der Fahrzeugklassen und -arten
Insbesondere implementiert die Richtlinie auch das System der EU-Fahrzeugklassen für Kraftfahrzeuge zur Personenbeförderung (Klasse M), zur Güterbeförderung (N), für Anhänger für Kraftfahrzeuge (O), und für Geländewagen (Unterklassen G), die der Systematisierung der zahlreichen Kategorien (Fahrzeugtypen, Varianten und Versionen, Aufbauarten) dient.
Geregelt ist das im Anhang II, dieser aktuell in der Fassung Verordnung (EU) Nr. 678/2011 – Teil A für die Klassen, Teil B für Typen, Varianten und Versionen; Teil C für Art des Aufbaus; neu Verordnung (EU) 2018/858 Art. 4 Klassen, Anh. 1 Kriterien für die Klassen, und Typen, Varianten und Versionen, und Anlage 1 Geländefahrzeuge, Anlage 2 Arten von Aufbauten.

## Nachweise
- Kraftfahrzeuge – EU-Typgenehmigungssystem. Zusammenfassung der Gesetzgebung. In: EUR-Lex. Amt für Veröffentlichungen der Europäischen Union

1. ↑  Die Richtlinie 2007/46/EG selbst spricht von „EG-Typgenehmigung“ (Art. 3 Begriffsbestimmungen Z. 5); die neue Verordnung (EU) 2018/858 von „EU-Typgenehmigung“ (Art. 3 Begriffsbestimmungen Z. 2).
2. 1 2 3 4 5 6  Zu den Neuerungen vergl. Verordnung (EU) 2018/858 Anhang XI Entsprechungstabelle.
3. ↑  Vergl. Präambel der Verordnung (EU) 2018/858 „in Erwägung nachstehender Gründe“.
4. 1 2  Präambel der Richtlinie 70/156/EWG.
5. ↑  Übereinkommen der Wirtschaftskommission der Vereinten Nationen für Europa vom 20. März 1958 über die Annahme einheitlicher technischer Vorschriften für Radfahrzeuge, Ausrüstungsgegenstände und Teile, die in Radfahrzeuge(n) eingebaut und/oder verwendet werden können, und die Bedingungen für die gegenseitige Anerkennung von Genehmigungen, die nach diesen Vorschriften erteilt wurden. Revision 3, ABl. L 274, 11. Oktober 2016, S. 4–30 (deutsch; EUR-Lex).
6. ↑  Beschluss 97/836/EG vom 27. November 1997 über den Beitritt der Europäischen Gemeinschaft zu dem Übereinkommen der Wirtschaftskommission für Europa der Vereinten Nationen über die Annahme einheitlicher technischer Vorschriften für Radfahrzeuge, Ausrüstungsgegenstände und Teile, die in Radfahrzeuge(n) eingebaut und/oder verwendet werden können, und die Bedingungen für die gegenseitige Anerkennung von Genehmigungen, die nach diesen Vorschriften erteilt wurden („Geändertes Übereinkommen von 1958“). In: ABl. L 346 vom 17. Dezember 1997, S. 78 (EUR-Lex).
7. 1 2 3 4  Präambel der Verordnung (EU) 2018/858, Abs. 48–49.
8. ↑  Harmonisierung von Zulassungsvoraussetzungen: Weltweite Harmonisierung. (Memento des Originals vom 16. Dezember 2019 im Internet Archive)  Info: Der Archivlink wurde automatisch eingesetzt und noch nicht geprüft. Bitte prüfe Original- und Archivlink gemäß Anleitung und entferne dann diesen Hinweis. Verband der Automobilindustrie, vda.de, o. D. (abgerufen am 16. Dezember 2019).
9. ↑  Richtlinie 2007/46/EG
10. ↑  Verordnung (EG) Nr. 661/2009 des Europäischen Parlaments und des Rates vom 13. Juli 2009 über die Typgenehmigung von Kraftfahrzeugen, Kraftfahrzeuganhängern und von Systemen, Bauteilen und selbstständigen technischen Einheiten für diese Fahrzeuge hinsichtlich ihrer allgemeinen Sicherheit. In: ABl. L 200, 31. Juli 2009, S. 1 (EUR-Lex).
11. 1 2 3 4 5 6  
Typgenehmigung und Marktüberwachung für Kraftfahrzeuge. consilium.europa.eu, Stand 6. Dezember 2018 (abgerufen am 15. Dezember 2019).
12. ↑  Präambel der Verordnung (EU) 2018/858, Abs. 3–6.
13. 1 2  Präambel der Verordnung (EU) 2018/858, Abs. 36.
14. ↑  Leitlinien für die Bewertung zusätzlicher Emissionsstrategien und des Vorhandenseins von Abschalteinrichtungen im Hinblick auf die Anwendung der Verordnung (EG) Nr. 715/2007 über die Typgenehmigung von Kraftfahrzeugen hinsichtlich der Emissionen von leichten Personenkraftwagen und Nutzfahrzeugen (Euro 5 und Euro 6). Bekanntmachung der Kommission, C(2017) 352 final, 26. Januar 2017 (pdf, europarl.europa.eu).
15. 1 2  EU-Typgenehmigung. (Memento des Originals vom 16. Dezember 2019 im Internet Archive)  Info: Der Archivlink wurde automatisch eingesetzt und noch nicht geprüft. Bitte prüfe Original- und Archivlink gemäß Anleitung und entferne dann diesen Hinweis. Verband der Automobilindustrie, vda.de, o. D. (abgerufen am 16. Dezember 2019).
16. 1 2  Art. 91 Verordnung (EU) 2018/858.
17. 1 2  Präambel der Verordnung (EU) 2018/858, Abs. 10.
18. ↑  Art. 90 Abs. 1 Verordnung (EU) 2018/858.
19. ↑  „Fahrzeuge, die ausschließlich für den Einsatz durch die Streitkräfte konstruiert und gebaut oder dafür angepasst wurden.“ (Verordnung (EU) 167/2013 (2),4)
20. ↑  Typ- oder Einzelgenehmigung :  Fahrzeuge, die hauptsächlich für den Einsatz auf Baustellen, in Steinbrüchen, in Häfen oder auf Flughäfen konstruiert und gebaut sind;  Fahrzeuge, die für den Einsatz durch die Streitkräfte, den Katastrophenschutz, die Feuerwehr und die Ordnungskräfte konstruiert und gebaut sind;  selbstfahrende Arbeitsmaschinen; Einzelgenehmigung fakultativ möglich:  Fahrzeuge, die ausschließlich für Straßenrennen bestimmt sind;  Prototypen (Verordnung (EU) 167/2013 Art. 2 Abs. 3–4).
21. 1 2  Art. 1 Gegenstand 2007/46/EG.
22. ↑  Definitionen Art. 3 Begriffsbestimmungen (EU) 2018/858, Z. 40–44.
23. ↑  Präambel der Verordnung (EU) 2018/858, Abs. 47.
24. 1 2 3  Präambel der Verordnung (EU) 2018/858, Abs. 50–53.
25. 1 2 3  Präambel der Verordnung (EU) 2018/858, Abs. 54.
26. ↑  Technischer Dienst: „eine Organisation oder Stelle, die von der Genehmigungsbehörde als Prüflabor für die Durchführung von Prüfungen oder als Konformitätsbewertungsstelle für die Durchführung der Anfangsbewertung und anderer Prüfungen oder Kontrollen benannt wurde“ (Art. 3 Z. 38 Verordnung (EU) 678/201).
27. ↑  Präambel der Verordnung (EU) 2018/858, Abs. 45.
28. ↑  Präambel der Verordnung (EU) 2018/858, Abs. 44.
29. ↑  Vergl. Präambel der Verordnung (EU) 2018/858, Abs. 58 und 59.
30. ↑  Präambel der Verordnung (EU) 2018/858, Abs. 35.
31. ↑  Präambel der Verordnung (EU) 2018/858, Abs. 46.
32. ↑  Übereinstimmungsbescheinigung: „das vom Hersteller ausgestellte Dokument, mit dem bescheinigt wird, dass ein hergestelltes Fahrzeug dem genehmigten Fahrzeugtyp und allen zum Zeitpunkt seiner Herstellung anwendbaren Rechtsakten entspricht“ (Art. 3 Z. 5 Verordnung (EU) Nr. 678/2011).
33. ↑  Die Drittländer-Bestimmung über mehrseitige oder zweiseitige Übereinkünfte (Richtlinie 2007/46/EG Art. 36) ist mit der Neufassung hinfällig.